# Jens Jacob Tychsen
Jens Jacob Tychsen (født 19. november 1975 i Aarhus) er en dansk skuespiller. Han er uddannet fra Skuespillerskolen ved Aarhus Teater i 1998 og har siden medvirket i en række forestillinger på teatre over hele landet. Tychsen har også medvirket som skurk i Rejseholdet og er kendt for sin hovedrolle som den dameglade kongelige skuespiller, Edward Weyse, i tv-serien Badehotellet. Han har endvidere lagt stemme til figurer i en lang række tegnefilm.

## Karriere
I 1998 var han fast engageret på Århus Teater, hvor han medvirkede i teaterstykker som De Sidste Fristelser, Les Misérables, Tjener for to Herrer og A Clockwork Orange. i 2008 spillede han Johannes i Kaj Munks Ordet i Skuespilhuset instrueret af Lars Noren. Samme sted spillede han Ivan i Brødrene Karamazov instrueret af Kim Bjarke. På Betty Nansen Teatret har han medvirket i et væld af forestillinger, bl.a. spillede han i 2014 Roland Cassard i Peter Langdals opsætning af Pigen Med Paraplyerne og var også med i Katrine Wiedemanns opsætning af Don Quixote.
Tychsen medvirkede i 7. afsnit af tv-serien Sommer i en birolle. Han har også været med Rejseholdet, hvor han spillede massemorderen kendt som "indianeren" i de to sidste afsnit (afsnit 29 og 30) af serien.
I 2014 fik Tychsen sit folkelige gennembrud i Danmark, da han spillede en af hovedrollerne som den excentriske og dameglade, kongelige skuespiller, Edward Weyse, i TV 2's succesfulde serie Badehotellet.
Tychsen har desuden lagt stemme til en lang række reklamer, dokumentarudsendelser og tegnefilm som for eksempel forskellige serier i Disney Sjov.

## Hæder
- 1999: Reumerts: Talentpris
- 2000: Teater 1 Prisen
- 2006: Ellen Dagmar Fogs Mindelegat
- 2007: Nomineret til Teaterpokalen for Brødrene Karamazov
- 2009: Nomineret til Årets Reumert for Ordet
- 2009: Nomineret til Teaterpokalen for Ordet
- 2011: Preben Neergaards Hæderslegat
- 2016: Mogens Wieths Hæderslegat
- 2018: Ebbe Langbergs Hæderslegat

Desuden rangerede Troldspejlet ham som den bedste danske tegnefilmsstemme for hans stemme som SvampeBob Firkant.

## Filmografi

### Udvalgt filmdub
| År   | Navn                            | Rolle                       | Noter |
| ---- | ------------------------------- | --------------------------- | ----- |
| 1995 | Pocahontas                      | Kokoum                      |       |
| 1997 | Herkules                        | Herkules                    |       |
| 1999 | Toy Story 2                     | George                      |       |
| 2001 | Harry Potter og De Vises Sten   | Professor Quirinus Quirrell |       |
| 2001 | Hund og Kat Imellem             | Peek, Div. Roller           |       |
| 2005 | Madagascar                      | Aben Mason                  |       |
| 2009 | Det regner med frikadeller      | Flint Lockwood              |       |
| 2013 | Monsters University             | Randalf Boggs               |       |
| 2015 | Svampebob: En rigtig landkrabbe | Svampebob Firkant           |       |
| 2016 | Zootropolis                     | Nicholas 'Nick' P. Wilde    |       |
| 2019 | Mugge & vejfesten               | Mugge                       |       |

### Tv-serier
| År        | Titel                       | Rolle               | Noter              |
| --------- | --------------------------- | ------------------- | ------------------ |
| 2002      | Rejseholdet                 | Simon Friis         | Afsnit 29-30       |
| 2003      | Skjulte spor                | Joe Smith           | Afsnit 22-23       |
| 2004      | Krøniken                    | Lawaetz Radiostemme | Afsnit 10          |
| 2007      | 2900 Happiness              | Lars Fromberg       | Afsnit 35, 37-41   |
| 2008      | Sommer                      | Niels               | Afsnit 7           |
| 2009      | Forbrydelsen II             | Erling Krabbe       | Afsnit 1-10        |
| 2013      | Borgen                      | Jacob Kruse         | Afsnit 12 og 21-30 |
| 2013-2024 | Badehotellet                | Edward Weyse        | Sæson 1-10         |
| 2018      | Theo & Den Magiske Talisman | Thomas              | Julekalender       |

### Spil
- Crash of the Titans - Dr. Neo Cortex
- Crash Mind over Mutant - Dr. Neo Cortex